# ودي سميث
ودي سميث (بالإنجليزية: Woody Smith)‏ هو لاعب كرة قاعدة أمريكي، ولد في 25 فبراير 1927.